# Jüdischer Friedhof Bühl

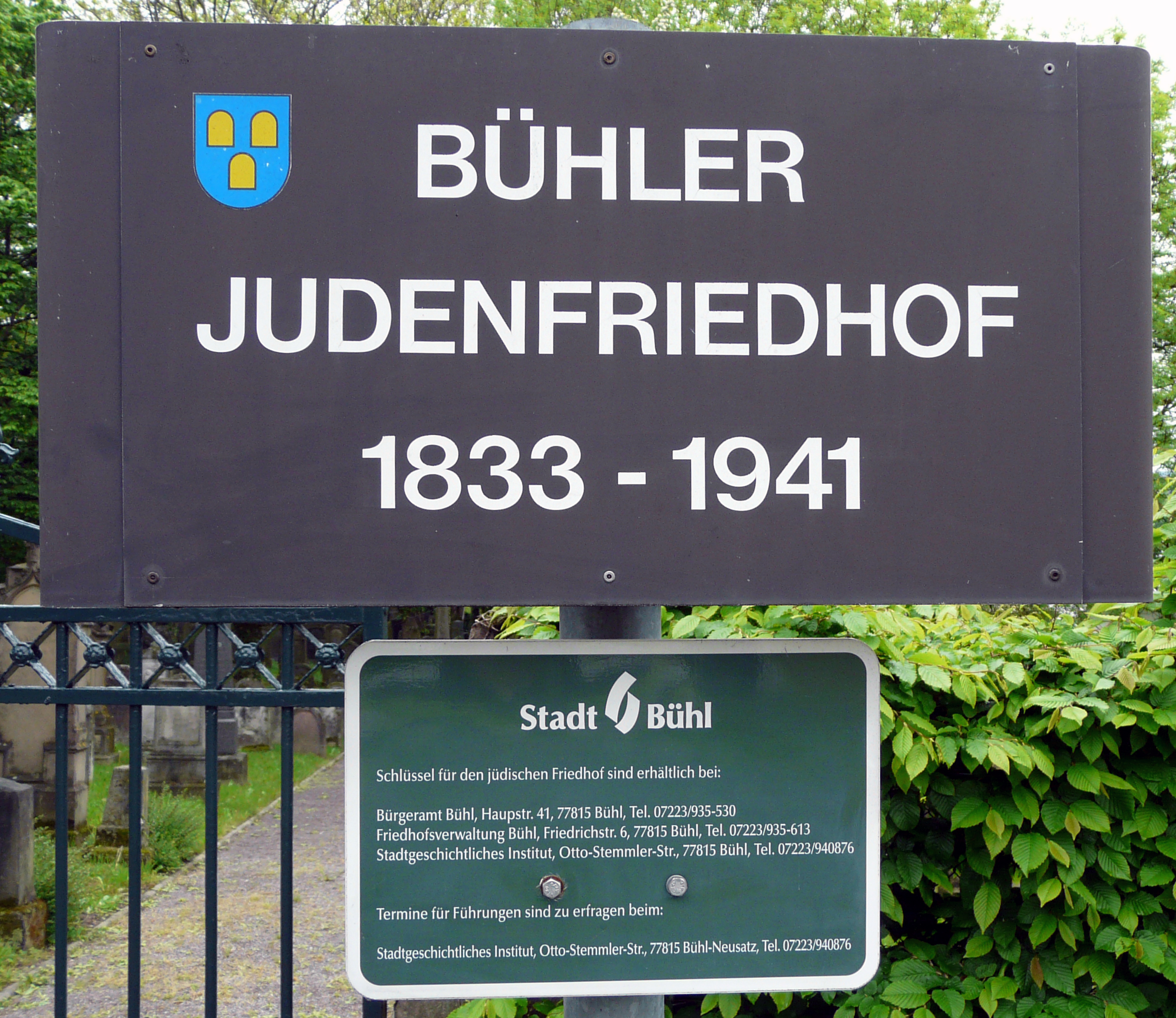
Eingang zum jüdischen Friedhof in Bühl

Der Jüdische Friedhof Bühl in der Stadt Bühl im Landkreis Rastatt (Baden-Württemberg) wurde 1833 errichtet. Der Friedhof ist ein geschütztes Kulturdenkmal.

## Beschreibung
Der Bühler Judenfriedhof wurde mit Genehmigung der Großherzoglich-Badischen Regierung, aber gegen den Willen des Bühler Bürgermeisteramtes im Jahr 1833 eingerichtet. Er liegt im ehemaligen Gewann Honau am Ende der Carl-Netter-Straße und hat eine Größe von 18,60 Ar. Auf dem von Hecken umgrenzten Gelände sind heute noch 345 Grabsteine (Mazewot) vorhanden.
Infolge der Novemberpogrome 1938 wurde der Friedhof geschändet. Viele Grabsteine wurden umgestürzt, zerschlagen oder entfernt. Auf einen Erlass aus dem Jahr 1942 hin wurden sämtliche Metallteile, auch die Friedhofstore, entfernt und zur Wiederverwertung gegeben.
Nach Ende des Zweiten Weltkriegs wurden noch vereinzelt Bestattungen auf dem Friedhof vorgenommen. Im Jahr 1958 wurde der Friedhof durch einen Arbeitseinsatz von Lehrern und Schülern des Bühler Gymnasiums (späteres Windeck-Gymnasium) von den schlimmsten Schäden befreit. Die Stadt Bühl veranlasste 1961 eine vollständige Renovierung des Friedhofs.

## Literatur

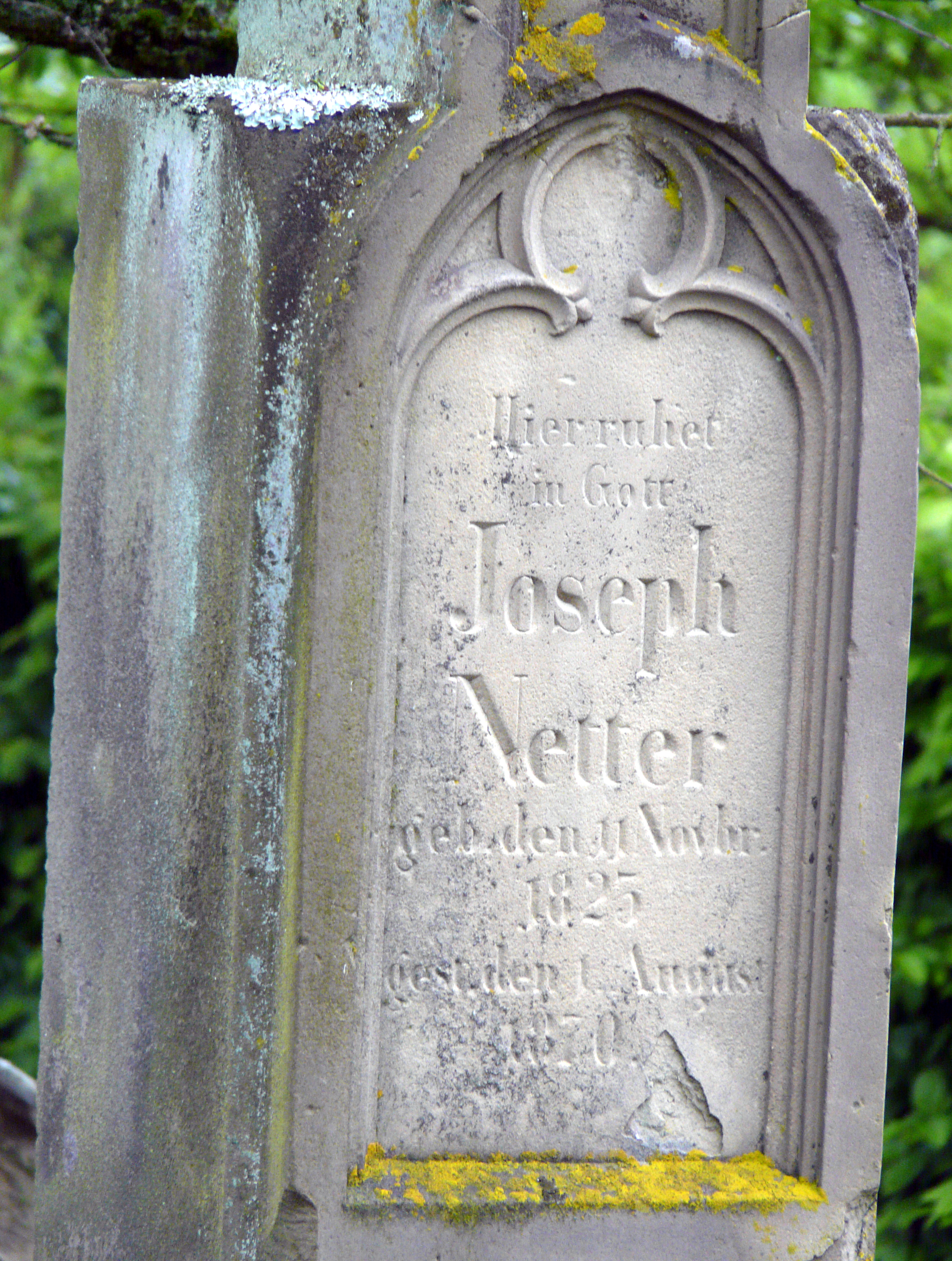
Grabmal von Joseph Netter